# Posicionamentos dos partidos brasileiros
O presente artigo trata dos posicionamentos dos partidos brasileiros sobre alguns assuntos polêmicos como, por exemplo, a legalização da maconha, o porte de armas, a legalização do aborto, entre outros. As opiniões sobre o assunto variam de partidos e posições no espectro político, sendo assim, partidos de esquerda costumam ter uma visão mais progressista, embora existam grupos de esquerda interessados apenas em questões econômicas enquanto os partidos de direita tendem a ter uma visão mais conservadora.
Neste artigo, em uma tabela, serão citados os partidos, seus espectros políticos, seus posicionamento ideológicos e suas opiniões sobre os assuntos.

## Espectros políticos econômicos
Mesmo com várias vertentes políticas e econômicas, normalmente estão centrados em três grandes grupos, os partidos de direita, de esquerda e de centro. Os partidos podem variar de extremos entre os espectros políticos a algo mais moderado como centro-direita ou centro-esquerda.

### Esquerda
Os partidos de esquerda normalmente têm pensamentos econômicos parecidos, mesmo às vezes podendo variar com algumas divergências entre partidos mais extremos e partidos mais centristas, estes espectros econômicos defendidos costumam ser:
- O trabalhismo;
- As políticas de estado de bem-estar social;
- Apoio a sindicatos;
- A não privatização de empresas públicas.

### Direita
Os partidos de direita normalmente tem pensamentos econômicos em comum, porém contrários aos partidos de esquerda, variando entre os próprios partidos, entre estes espectros defendidos costumam ser:
- Aceitação da desigualdade social
- Industrialismo
- Políticas de liberalismo econômico;
- Oposição a sindicatos;
- Apoio à privatização de empresas públicas.
- Defesa dos interesses da classe empresarial.￼

## Pensamentos ideológicos
Mesmo com várias vertentes ideológicas, normalmente estão centrados em três grandes grupos: os partidos conservadores, progressistas e neutros. Os partidos podem variar de extremos entre os espectros ideológicos até algo mais moderado.

### Conservadorismo
Os partidos conservadores normalmente têm pensamentos ideológicos em comum, mesmo as vezes podendo variar entre algumas divergências entre partidos mais extremos e partidos mais centristas, estes espectros ideológicos defendidos costumam ser:
- Defendem a mistura entre religião e políticas
- Defendem a família tradicional, sendo contra a causa LGBTQ+
- São contrários a legalização das drogas para uso recreativo.
- São contrários a descriminalização do aborto.
- São contrários a educação onde o aluno e professor interagem, sendo favoráveis a uma educação onde o aluno não pode criticar ou pensar diferente do professor.
- São favoráveis ao uso de armas e a violência como defesa.

### Progressismo
Os partidos progressistas normalmente têm posicionamentos similares, porém contrários aos partidos conservadores, podendo variar entre os próprios partidos, entre estes espectros defendidos costumam ser:
- Apoio a um estado laico e o não uso de escrituras sagradas para definição de políticas públicas.
- Apoiam a causa LGBT+ e o casamento entre pessoas do mesmo sexo.
- São favoráveis ao uso recreativo de algumas drogas (variando entre diversas vertentes, sendo algumas apoiando a legalização de drogas menos maléficas como a maconha e outros apoiando o uso de diversas drogas).
- São favoráveis à descriminalização do aborto;
- São favoráveis a cotas em universidades ;[necessário esclarecer]
- São favoráveis ao desarmamento e a não militarização

## Tabela dos posicionamentos
| Partido                                                | Sigla                 | Legenda (N° Eleitoral) | Espectro Político | Posicionamento Ideológico | Legalização da Cannabis                                 | Estatuto do Desarmamento                              | Descriminalização do aborto                                                                 | Casamento LGBT+             | Redução da maioridade penal | Privatizações de empresas públicas                           | Cotas em Universidades           | Educação sexual e de gênero em escolas | Mistura entre política e religião | Militarismo            | Ruralismo                        | Trabalhismo            |
| Referências                                            |                       |                        |                   |                           | [ 5 ] [ 6 ] [ 7 ] [ 8 ]                                 | [ 9 ] [ 10 ]                                          | [ 11 ] [ 12 ] [ 13 ]                                                                        | [ 14 ] [ 15 ] [ 16 ] [ 17 ] | [ 18 ] [ 19 ] [ 20 ]        | [ 21 ] [ 22 ] [ 23 ] [ 24 ]                                  | [ 11 ]                           | [ 25 ] [ 26 ] [ 27 ]                   |                                   | [ 28 ] [ 29 ]          | [ 30 ]                           |                        |
| ------------------------------------------------------ | --------------------- | ---------------------- | ----------------- | ------------------------- | ------------------------------------------------------- | ----------------------------------------------------- | ------------------------------------------------------------------------------------------- | --------------------------- | --------------------------- | ------------------------------------------------------------ | -------------------------------- | -------------------------------------- | --------------------------------- | ---------------------- | -------------------------------- | ---------------------- |
| Republicanos                                           | REPUBLICANOS          | 10                     | Direita           | Conservador               | Não apoia nem legalização nem descriminalização         | Não apoia de maneira fraca                            | Não apoia                                                                                   | Não apoia                   | Apoia                       | Apoia                                                        | Neutro/Sem clara opinião formada | Não apoia                              | Apoia de maneira fraca            | Não apoia              | Apoia de maneira fraca           | Não apoia              |
| Progressistas                                          | PP                    | 11                     | Centro-direita    | Conservador               | Não apoia nem legalização nem descriminalização         | Não apoia de maneira fraca                            | Neutro/Sem opinião formada                                                                  | Não apoia                   | Apoia                       | Apoia                                                        | Apoia                            | Não apoia                              | Não apoia                         | Não apoia              | Apoia                            | Não apoia              |
| Partido dos Trabalhadores                              | PT                    | 13                     | Esquerda          | Progressista              | Não apoia, porém apoia uma descriminalização do usuário | Apoia                                                 | Apoia                                                                                       | Apoia                       | Não apoia                   | Não apoia                                                    | Apoia                            | Apoia                                  | Não apoia                         | Não apoia              | Apoia                            | Apoia                  |
| Partido Democrático Trabalhista                        | PDT                   | 12                     | Centro-esquerda   | Progressista              | Apoia                                                   | Apoia                                                 | Apoia                                                                                       | Apoia                       | Não apoia                   | Não apoia                                                    | Apoia                            | Apoia                                  | Não apoia                         | Não apoia              | Não apoia                        | Apoia                  |
| Partido Trabalhista Brasileiro                         | PTB                   | 14                     | Extrema-direita   | Conservador               | Não apoia nem legalização nem descriminalização         | Apoia de maneira fraca                                | Não apoia                                                                                   | Apoia                       | Apoia                       | Apoia                                                        | Neutro/Sem clara opinião formada | Neutro/Sem clara opinião formada       | Não apoia                         | Apoia                  | Apoia                            | Apoia                  |
| Movimento Democrático Brasileiro                       | MDB                   | 15                     | Centro            | Neutro                    | Neutro, permite a opinião individual dos seus afiliados | Apoia                                                 | Neutro, considera-se pró-vida porém com pró-escolha também                                  | Apoia                       | Não apoia                   | Apoia                                                        | Apoia                            | Neutro/Sem clara opinião formada       | Não apoia                         | Não apoia              | Não apoia de maneira fraca       | Não apoia              |
| Partido Socialista dos Trabalhadores Unificado         | PSTU                  | 16                     | Extrema-esquerda  | Progressista              | Apoia                                                   | Não apoia de maneira fraca                            | Apoia                                                                                       | Apoia                       | Não apoia                   | Não apoia                                                    | Apoia                            | Apoia                                  | Não apoia                         | Não apoia              | Não apoia                        | Não apoia              |
| Rede Sustentabilidade                                  | REDE                  | 18                     | Centro-esquerda   | Progressista              | Não apoia, porém apoia uma descriminalização do usuário | Apoia                                                 | Não apoia                                                                                   | Não apoia                   | Sem informações claras      | Não apoia                                                    | Neutro/Sem clara opinião formada | Neutro/Sem clara opinião formada       | Não apoia                         | Não apoia              | Não apoia                        | Não apoia              |
| Podemos                                                | PODE                  | 20                     | Centro-direita    | Conservador               | Não apoia nem legalização nem descriminalização         | Apoia                                                 | Neutro/Sem opinião formada                                                                  | Não apoia                   | Sem informações claras      | Apoia                                                        | Neutro/Sem clara opinião formada | Não apoia                              | Não apoia                         | Não apoia              | Neutro/Sem clara opinião formada | Não apoia              |
| Partido Social Cristão                                 | PSC                   | 20                     | Extrema- direita  | Conservador               | Não apoia nem legalização nem descriminalização         | Não apoia                                             | Não apoia                                                                                   | Não apoia                   | Apoia                       | Apoia                                                        | Não apoia                        | Não apoia                              | Apoia                             | Não apoia              | Apoia                            | Não apoia              |
| Partido Comunista Brasileiro                           | PCB                   | 21                     | Extrema-esquerda  | Progressista              | Apoia                                                   | Apoia                                                 | Apoia                                                                                       | Apoia                       | Não apoia                   | Não apoia                                                    | Apoia                            | Apoia                                  | Não apoia                         | Não apoia              | Não apoia                        | Não apoia              |
| Partido Liberal                                        | PL                    | 22                     | Centro-direita    | Conservador               | Não apoia nem legalização nem descriminalização         | Não apoia                                             | Não apoia                                                                                   | Não apoia                   | Apoia                       | Apoia                                                        | Não apoia                        | Não apoia                              | Não apoia                         | Apoia                  | Apoia                            | Não apoia              |
| Cidadania                                              | CIDADANIA             | 23                     | Centro            | Progressista              | Sem informações claras                                  | Apoia                                                 | Sem informação clara                                                                        | Apoia                       | Não apoia                   | Apoia                                                        | Neutro/Sem clara opinião formada | Neutro/Sem clara opinião formada       | Não apoia                         | Não apoia              | Não apoia                        | Não apoia              |
| Democracia Cristã                                      | DC                    | 27                     | Centro-direita    | Conservador               | Não apoia                                               | Não apoia                                             | Neutro/Sem opinião formada                                                                  | Neutro/Sem opinião formada  | Apoia                       | Apoia                                                        | Neutro/Sem clara opinião formada | Não apoia                              | Apoia                             | Não apoia              | Neutro/Sem clara opinião formada | Não apoia              |
| Partido Renovador Trabalhista Brasileiro               | PRTB                  | 28                     | Extrema-direita   | Conservador               | Não apoia nem legalização nem descriminalização         | Não apoia                                             | Neutro/Sem opinião formada                                                                  | Não apoia                   | Sem informações claras      | Apoia                                                        | Não apoia                        | Neutro/Sem clara opinião formada       | Apoia                             | Apoia                  | Neutro/Sem clara opinião formada | Apoia                  |
| Partido da Causa Operária                              | PCO                   | 29                     | Extrema-esquerda  | Conservador               | Apoia                                                   | Não apoia                                             | Apoia                                                                                       | Não apoia                   | Não apoia                   | Não apoia                                                    | Não apoia                        | Não apoia                              | Não apoia                         | Não apoia              | Não apoia                        | Apoia                  |
| Partido Novo                                           | NOVO                  | 30                     | Direita           | Conservador               | Não apoia, porém apoia a descriminalização do usuário   | Não apoia                                             | Neutro/Sem opinião formada                                                                  | Apoia                       | Apoia                       | Apoia                                                        | Neutro/Sem clara opinião formada | Não apoia                              | Não apoia                         | Não apoia              | Neutro/Sem clara opinião formada | Não apoia              |
| Mobilização Nacional (Partido da Mobilização Nacional) | MOBILIZA (Antigo PMN) | 33                     | Centro-direita    | Conservador               | Sem informações claras                                  | Sem informações claras                                | Neutro/Sem opinião formada                                                                  | Apoia                       | Sem informações claras      | Apoia a privatização de algumas empresas que não geram lucro | Neutro/Sem clara opinião formada | Neutro/Sem clara opinião formada       | Não apoia                         | Não apoia              | Apoia                            | Não apoia              |
| Partido da Mulher Brasileira                           | PMB                   | 35                     | Centro-direita    | Feminismo Conservador     | Não apoia nem legalização nem descriminalização         | Sem informações claras                                | Não apoia, salvo nas situações já previstos em lei, e no caso de inviabilidade do nascituro | Apoia                       | Sem informações claras      | Neutro/Sem opinião formada                                   | Neutro/Sem clara opinião formada | Não apoia                              | Não apoia                         | Não apoia              | Neutro/Sem clara opinião formada | Não apoia              |
| Agir                                                   | AGIR                  | 36                     | Centro            | Conservador               | Sem informações claras                                  | Não apoia                                             | Não apoia                                                                                   | Neutro/Sem opinião formada  | Apoia                       | Apoia                                                        | Neutro/Sem clara opinião formada | Não apoia                              | Apoia                             | Não apoia              | Neutro/Sem clara opinião formada | Apoia                  |
| Partido Socialista Brasileiro                          | PSB                   | 40                     | Centro-esquerda   | Progressista              | Apoia                                                   | Apoia                                                 | Neutro/Sem opinião formada                                                                  | Apoia                       | Não apoia                   | Não apoia                                                    | Apoia                            | Apoia                                  | Não apoia                         | Não apoia              | Apoia                            | Não apoia              |
| Partido Verde                                          | PV                    | 43                     | Centro-esquerda   | Progressista              | Não apoia, porém com tendências de apoio futuro         | Apoia                                                 | Apoia                                                                                       | Apoia                       | Não apoia                   | Não apoia                                                    | Apoia                            | Apoia                                  | Não apoia                         | Não apoia              | Não apoia                        | Não apoia              |
| União Brasil                                           | UNIÃO                 | 44                     | Centro-direita    | Conservador               | Sem informações claras                                  | Sem informações claras                                | Não apoia                                                                                   | Sem informações claras      | Apoia                       | Apoia                                                        | Neutro/Sem opinião formada       | Sem informações claras                 | Sem informações claras            | Sem informações claras | Sem informações claras           | Sem informações claras |
| Partido da Social Democracia Brasileira                | PSDB                  | 45                     | Centro            | Neutro                    | Apoia                                                   | Apoia, porém com uma flexibilização para áreas rurais | Neutro/Sem opinião formada                                                                  | Apoia                       | Apoia                       | Apoia                                                        | Apoia                            | Neutro/Sem clara opinião formada       | Apoia de maneira fraca            | Não apoia              | Apoia                            | Não apoia              |
| Partido Socialismo e Liberdade                         | PSOL                  | 50                     | Esquerda          | Progressista              | Apoia                                                   | Apoia                                                 | Apoia                                                                                       | Apoia                       | Não apoia                   | Não apoia                                                    | Apoia                            | Apoia                                  | Não apoia                         | Não apoia              | Não apoia                        | Não apoia              |
| Patriota                                               | PATRIOTA              | 51                     | Direita           | Conservador               | Não apoia nem legalização nem descriminalização         | Apoia                                                 | Não apoia                                                                                   | Não apoia                   | Apoia                       | Apoia                                                        | Não apoia                        | Não apoia                              | Apoia                             | Apoia                  | Apoia                            | Não apoia              |
| Partido Social Democrático                             | PSD                   | 55                     | Centro            | Neutro                    | Apoia                                                   | Não apoia de maneira fraca                            | Neutro/Sem opinião formada                                                                  | Não apoia                   | Apoia                       | Apoia                                                        | Neutro/Sem clara opinião formada | Neutro/Sem clara opinião formada       | Não apoia                         | Não apoia              | Apoia                            | Não apoia              |
| Partido Comunista do Brasil                            | PCdoB                 | 65                     | Esquerda          | Progressista              | Apoia                                                   | Apoia                                                 | Apoia                                                                                       | Apoia                       | Não apoia                   | Não apoia                                                    | Apoia                            | Apoia                                  | Não apoia                         | Não apoia              | Não apoia                        | Não apoia              |
| Avante                                                 | AVANTE                | 70                     | Centro            | Conservador               | Não apoia nem legalização nem descriminalização         | Neutro                                                | Neutro/Sem opinião formada                                                                  | Não apoia                   | Sem informações claras      | Neutro/Sem opinião formada                                   | Não apoia                        | Neutro/Sem clara opinião formada       | Não apoia                         | Não apoia              | Apoia                            | Apoia                  |
| Solidariedade                                          | SOLIDARIEDADE         | 77                     | Centro-esquerda   | Progressista              | Não apoia nem legalização nem descriminalização         | Apoia                                                 | Não apoia                                                                                   | Neutro                      | Apoia                       | Apoia                                                        | Apoia                            | Não apoia                              | Não apoia                         | Não apoia              | Apoia                            | Apoia                  |
| Unidade Popular                                        | UP                    | 80                     | Extrema-esquerda  | Progressista              | Apoia                                                   | Sem informação clara                                  | Apoia                                                                                       | Apoia                       | Não apoia                   | Não apoia                                                    | Apoia                            | Apoia                                  | Não apoia                         | Não apoia              | Não apoia                        | Não apoia              |
| Partido da Renovação Democrática                       | PRD                   | 25                     | Direita           | Conservador               |                                                         |                                                       |                                                                                             |                             |                             |                                                              |                                  |                                        |                                   |                        |                                  |                        |

| Não apoia | Não apoia de forma fraca Não apoia com alguma ressalva | Neutro Sem informação Sem opinião clara | Apoia de forma fraca Apoia com alguma ressalva | Apoia |
| --------- | ------------------------------------------------------ | --------------------------------------- | ---------------------------------------------- | ----- |
|           |                                                        |                                         |                                                |       |